# Maria Kursova
Maria Kursova (en ruso: Мария Курсова; en armenio: Մարիա Կուրսովա) (Severodvinsk, 3 de enero de 1986) es una ajedrecista ruso-armenia. Fue reconocida por la FIDE con el título de Gran Maestra en 2007.

## Carrera
Nacida en Severodvinsk, en la entonces RSS de Rusia, Kursova ganó el Campeonato Mundial Juvenil de Ajedrez en la categoría de chicas Sub-10 en 1996. También ganó tres medallas en los Campeonatos Europeos Juveniles de Ajedrez: en 1998 se colgó la medalla de bronce en la sección Sub-12 femenina, tres años más tarde se proclamó campeona Sub-16 femenina, y en 2003 empató con la también jugadora rusa Natalia Pogonina por el primer puesto, quedando segunda a la contra, en la prueba Sub-18 femenina.
Compitió en el Campeonato Mundial Femenino de Ajedrez 2006 como una de las candidatas a la presidencia de la FIDE. Derrotó a Zhao Xue en la primera ronda y pasó a la segunda, siendo eliminada aquí por Ekaterina Kovalevskaya.
Kursova cambió su federación nacional a Armenia en 2011, compitiendo para dicho país en la 40ª Olimpiada de Ajedrez, celebrada en Estambul (Turquía), el Campeonato Mundial de Ajedrez por Equipos 2011 y el Campeonato Europeo de Ajedrez por Equipos de 2011. Ganó el campeonato femenino de Armenia en 2012 y 2018.
Kursova jugó para el equipo armenio en la Olimpiada Femenina de Ajedrez, el Campeonato Mundial Femenino de Ajedrez por Equipos y el Campeonato Europeo Femenino de Ajedrez por Equipos.

## Vida personal
Está casada con el Gran Maestro de Ajedrez armenio Arman Pashikian.